# Красна поляна 1
„Красна поляна 1“ е квартал на град София, България, разположен в район Красна поляна, западно от центъра на града. Създаден е с разделянето на историческия квартал „Красна поляна“.
Намира се между булевардите „Александър Стамболийски“, „Вардар“ и „Възкресение“, като граничи с кварталите „Красна поляна 3“ и „Красна поляна 2“ на юг, „Факултета“ на запад, „Западен парк“ на север и „Разсадник-Коньовица“ на изток.

## Училища
- 28-o средно училище „Алеко Константинов“ – едно от най-старите в София, построено през 1912 година
- 123-то средно училище „Стефан Стамболов“

## Улици и произход на имената им
| Път              | Наречен на                                       | Местоположение |
| ---------------- | ------------------------------------------------ | -------------- |
| „Борущица“       | Борущица, село в Казанлъшко                      | Карта          |
| „Братин дол“     | Братин дол, село в Битолско, Северна Македония   | Карта          |
| „Булина ливада“  | Местен обект                                     | Карта          |
| „Вардар“         | Вардар, река в Северна Македония и Гърция        | Карта          |
| „Възкресение“    | Възкресение, религиозна концепция                | Карта          |
| „Западна“        | Запад, географска посока                         | Карта          |
| „Илинден“        | Илинден, християнски празник                     | Карта          |
| „Кенали“         | Кременица, село в Битолско, Северна Македония    | Карта          |
| „Кубан“          | Кубан, река в Русия                              | Карта          |
| „Методи Кусевич“ | Методий Кусев (1838 – 1922), духовник            | Карта          |
| „Могила“         | ?                                                | Карта          |
| „Одоровци“       | Височки Одоровци, село в Царибродско, Сърбия     | Карта          |
| „Перуника“       | Перуника (Iris), род растения                    | Карта          |
| „Проф. Вайганд“  | Густав Вайганд (1860 – 1930), германски езиковед | Карта          |
| „Радичевци“      | Радичевци, село в Босилеградско, Сърбия          | Карта          |
| „Румяна“         | ?                                                | Карта          |
| „Стария воин“    | ?                                                | Карта          |
| „Суходолска“     | Суходол, квартал на София                        | Карта          |
| „Чемерика“       | Чемерика (Veratrum), род растения                | Карта          |
| „Янко Стефанов“  | ?                                                | Карта          |